# Surbourg
Surbourg es una localidad y comuna francesa, situada en el departamento de Bajo Rin en la región de Alsacia.

## Demografía
| 1 370 | 1 394 | 1 341 | 1 448 | 1 464 | 1 528 |
| Para los censos de 1962 a 1999 la población legal corresponde a la población sin duplicidades (Fuente: INSEE [Consultar]) |       |       |       |       |       |

## Patrimonio
- abadía de Saint-Arbogast del siglo XI.

## Personajes célebres
- Karl-Philipp Roos (1878 - 1940), político regionalista.